# Bernard Courtois
Bernard Courtois (Dijon, France, 8 de fevereiro de 1777 – Paris, 27 de setembro de 1838) foi um químico francês conhecido pelas descobertas da morfina e sobretudo do iodo, com consequências na medicina e no desenvolvimento da fotografia.

## Juventude
Courtois nasceu em Dijon e cresceu no prestigioso ambiente do local de trabalho de seu pai na Academia de Dijon. A Academia, onde morava a família, era um pequeno hotel que havia sido convertido para estudos científicos. O pai de Courtois, Jean-Baptiste, trabalhava para o químico Louis-Bernard Guyton de Morveau e também para a Academia como farmacêutico e era chamado pela família de pharmacien de l'Academie. Quando Courtois tinha 12 anos, a família mudou-se para Saint-Medard Nitrary, uma planta experimental de nitrato que Jean-Baptiste comprou de Louis-Bernard Guyton de Morveau e seu parceiro.

## Meia-idade
Courtois e seu irmão Pierre aprenderam a fazer nitrato de potássio como pólvora para a Revolução Francesa. Courtois, no entanto, partiu dessa aventura para aprender química. Courtois viveu em Saint-Medard Nitrary até os dezoito anos, quando deixou a casa de sua família para iniciar seu aprendizado comercial de química em Auxerre. Aqui durante três anos foi aluno de M. Frémy, o futuro avô de Edmond Frémy. Ele então obteve uma posição com Antoine-François de Fourcroy na École Polytechnique de Paris. Em 1799 Courtois serviu como farmacêutico em hospitais militares. Em 1801 ele voltou para a École Polytechnique para trabalhar no laboratório de Louis Jacques Thénard.
Em 1802, Courtois trabalhou com Armand Séguin na École Polytechnique no estudo do ópio. Em conjunto com Séguin, Courtois isolou a morfina, o primeiro alcalóide conhecido, do ópio. Séguin apresentou suas primeiras memórias sobre o ópio ao Instituto Francês em 1804. LG Toraude acrescenta uma nota no final da biografia de Courtois:
Receio que haja um ponto que me parece não ter sido estendido ou explicado suficientemente no decorrer deste estudo. É sobre a participação de Courtois na descoberta da morfina. Embora Courtois tenha sido, nesta ocasião, seu colaborador direto, Séguin não o nomeou... No entanto, dois testemunhos de caráter totalmente diferente parecem certos para confirmá-lo: um, o testemunho do cientista Frémy que relata em um de seus cartas que ele viu Courtois tentando produzir os álcalis orgânicos artificialmente; a outra, o testemunho de uma pessoa analfabeta que não é outra senão a viúva de Courtois e que escreve 20 anos após a morte do marido: ele era um salpêtriersob o reinado de Napoleão. Por muito tempo, ele se entregou a um trabalho sério com morfina. Esses são dois testemunhos de grande significado aos nossos olhos e não devem ser desconsiderados. 
A pesquisa de ópio de Séguin e Courtois chegou ao fim na École Polytechnique em 1804. Courtois foi então para o negócio de seu pai em Paris para a produção de nitrato de potássio. Em 1805, o negócio de seu pai estava falindo e ele foi colocado na prisão por devedores até o final de 1807. Courtois administrou os negócios da família até que seu pai fosse libertado. Nenhum detalhe é conhecido sobre a morte do pai de Courtois após sua libertação. Courtois é registrado como um empresário parisiense em 1806 como salpêtrier. Em 1808, Courtois casou-se com a filha de um cabeleireiro parisiense. Os registros mostram que ele continuou a operar a fábrica de salitre da família até 1821, com a possível exceção dos anos 1815, 1816 e 1817. Em 1811, as Guerras Napoleônicas fizeram com que o negócio de salitre controlado pelo governo diminuísse, já que havia uma escassez de cinzas de madeira com as quais o nitrato de potássio era feito. Como alternativa, o nitrato de potássio necessário era derivado de algas marinhas abundantes nas costas da Normandia e da Bretanha. A alga marinha também tinha outro produto químico importante, ainda não descoberto. Um dia, no final de 1811, enquanto Courtois isolava compostos de sódio e potássio das cinzas das algas marinhas, ele descobriu o iodo depois de adicionar ácido sulfúrico às cinzas das algas. Ele estava investigando a corrosão de seus recipientes de cobre quando notou uma emissão de vapor. Estava na forma de um vapor roxo incomum. Humphry Davy escreve mais tarde
Esta substância foi descoberta acidentalmente há cerca de dois anos por M. Courtois, um fabricante de salitre em Paris. Em seus processos de obtenção de soda das cinzas das algas marinhas (cendres de vareck), ele encontrou os recipientes metálicos muito corroídos; e ao procurar a causa desse efeito, ele fez a descoberta. A substância é obtida das cinzas, após a extração do carbonato da soda, com grande facilidade, e apenas pela ação do ácido sulfúrico: - quando o ácido é concentrado, de modo a produzir muito calor, a substância aparece na forma de vapor de uma bela cor violeta, que se condensa em cristais com a cor e o brilho do plumbago. 

## Vida posterior
Courtois foi reconhecido por Humphry Davy e Joseph Louis Gay-Lussac como o verdadeiro descobridor do iodo. Ele passou a fabricar iodo de alta qualidade e seus sais em 1822. Em 1831, ele recebeu 6 000 francos como parte do Prêmio Montyon da L'Academie royale des sciences pelo valor medicinal deste elemento. Ele lutou financeiramente pelo resto de sua vida e morreu em 27 de setembro de 1838. Ele tinha 62 anos e não tinha bens para sua viúva ou filho. No ano de sua morte, o Journal de chimie médicale notou secamente sua passagem sob o título de obituário como:
"Bernard Courtois, o descobridor do iodo, morreu em Paris em 27 de setembro de 1838, deixando sua viúva sem fortuna. Se, ao fazer essa descoberta, Courtois tivesse tirado um certificado de invenção, teria adquirido uma grande propriedade." 

## Bibliográfia
- Swain, Patricia,  Bernard Courtois (1777–1838), famed for discovering iodine (1811), and his life in Paris from 1798
- Toraude, L. G., Bernard Courtois (1777–1838) et la découverte de l'iode (1811), Vigot Frères, Paris, 1921
- Smeaton, W. A., Guyton de Morveau's Course of Chemistry in the Dijon Academy, Ambix 1961, 9, 53–69